# Why U Naked?
Why U Naked? è un singolo del rapper italiano Tredici Pietro e del rapper Lil Busso pubblicato il 28 ottobre 2022.

## Tracce
Testi di Pietro Morandi e Nicola Bussolari.
1. Why U Naked? – 2:35